# Cheteoscelis naenia
Cheteoscelis naenia là một loài bướm đêm trong họ Geometridae.